# Grab der Märtyrer

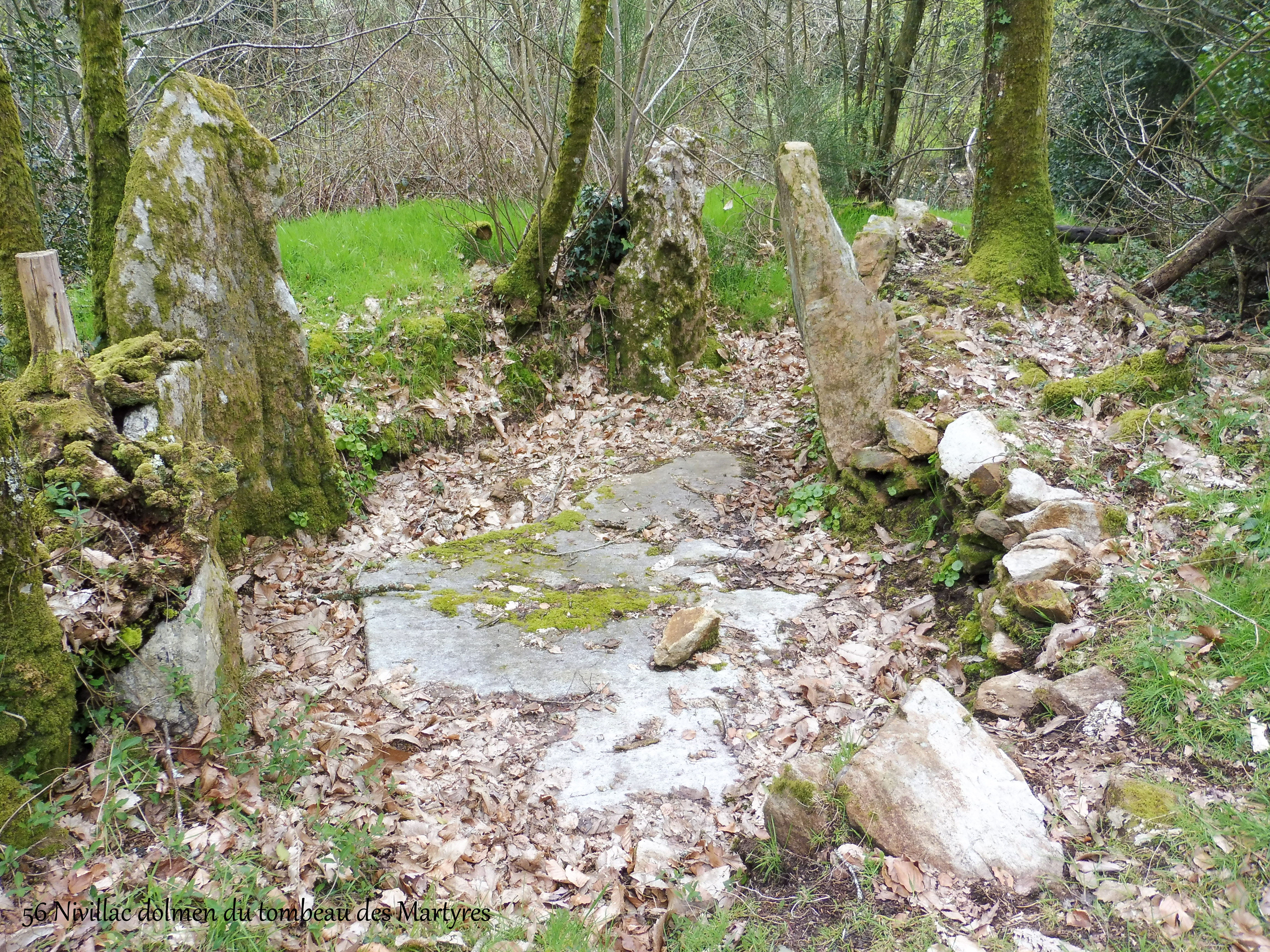
Grab der Märtyrer

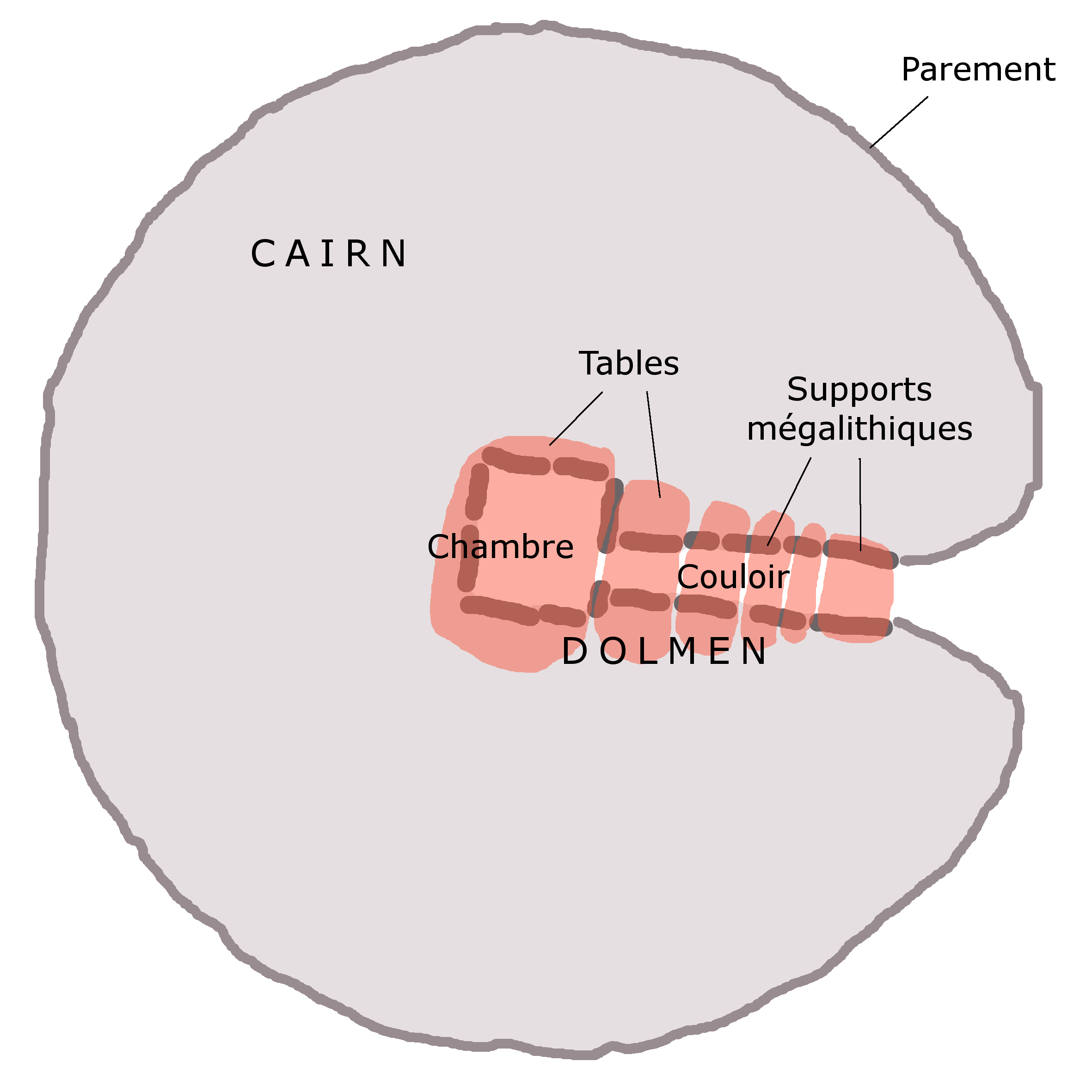
Idealtypischer „Dolmen mit Gang“ hier im Tumulus

Das Grab der Märtyrer (französisch Le tombeau des Martyrs; auch Dolmen des Maîtres oder Dolmen de Ros et Trévineuc genannt) ist ein Gangdolmen (französisch Dolmen à couloir) nördlich des Weilers Ros, etwa drei Kilometer nördlich von Nivillac, nahe dem Fluss Vilaine in einem Waldgebiet westlich der Straße nach Foleux, im äußersten Südosten des Départements Morbihan in der  Bretagne in Frankreich. Die Megalithanlage stammt vermutlich von etwa 4500 v. Chr. aus der Jungsteinzeit. Dolmen ist in Frankreich der Oberbegriff für neolithische Megalithanlagen aller Art (siehe: Französische Nomenklatur).

## Beschreibung
Der 1867 von M. P. Geffray erstmals erwähnte Dolmen aus Granitblöcken wird noch teilweise von seinem Cairn bedeckt. Vom Dolmen sind nur drei Orthostaten erhalten, die die quadratische Kammer von 2,5 × 2,5 m begrenzen; einer von ihnen ist fast 2 m hoch. Eine große etwa 0,4 m dicke Platte auf dem Boden der Kammer könnte eine Pflasterung oder ein verlagerter Deckstein sein. Der nach Südosten öffnende Gang ist etwa 2 m lang und wird durch drei Steine begrenzt. Die fehlenden Steine wurden wahrscheinlich in späteren Perioden als Baustoffe verwendet.
Eine 1954 erfolgte Untersuchung durch P.-R. Giot erbrachte Fragmente von Töpferware (einschließlich gallo-römischer Ware). Der Dolmen wurde 1957 als Monument historique klassifiziert.
Eine beschädigte Venusstatue, „die gute Frau von Carriau“ (französisch La bonne femme de Carriau  genannt), die Ähnlichkeiten mit der Venus von Quinipily aufweist, wurde von M. P. Geffray in der Nähe gefunden.
Nördlich, bei Béganne, liegt der „Dolmen von La Chambrette“.